# Юзеф Висоцький (генерал)
Ю́зеф Висо́цький (пол. Józef Wysocki; 1809, Тульчин (нині Вінницька область) — 31 грудня 1873, Париж, Франція) — бригадний генерал Війська Польського Конгресового Королівства, учасник Весни народів, двох польських національних повстань і угорської революції 1848—1849 років.

## Життєпис
Був діячем Товариства Патріотичного. 1831 року брав участь у Листопадовому повстанні у званні підпоручника. По його невдачі емігрував у Францію, де від 1833 року був членом Централізації Польського демократичного товариства. Разом з Людвіком Мерославським приготував план загальнонародного повстання в 1846 році. Під час Весни народів був у краківському Національному комітеті керівником Директоріату Війни, а також організатором Національної гвардії в Кракові.

## Угорське повстання
У 1848—1849 роках Висоцький командував утвореним ним самим Польським легіоном в Угорщині, куди був скерований як делегат львівської Центральної громадянської ради. На початку служби в Угорщині отримав підвищення до звання майора, а пізніше поступово підвищуваний так, що до кінця угорського повстання дослужився до звання генерала. За свою службу в Угорщині був відзначений угорським повстанським Орденом Військової Заслуги II і III класу. Ідею створення окремого польського легіону підтримував командувач угорського повстання Лайош Кошут. Початково відділ налічував 1200 людей, чотири гармати, два загони уланів. Максимальну чисельність відділ сягнув під кінець повстання, коли він нараховував коло 3 тис солдатів. Поляки з легіону Висоцького взяли участь у багатьох битвах, як-от: під Сольноком, Гатваном, Тапіобічке, Вацем, Ішасегом, Надьсалло. Як демократ Висоцький часто був у конфлікті з Бемом і Дембінським, що були монархістами. Спочатку у званні майора, по переможних боях за Буду був зведений угорцями у звання генерала 1849 року. Угорський повстанський уряд дозволив йому формування польської армії в Угорщині з планованою чисельністю 5000 солдатів. По придушенні повстання з рештами Легіону сховався в Туреччині, де вкупі з іншими повстанцями, що відходили з Угорщини, його було інтерновано. Залишався в арешті до 1851 року.

## Турецький період
За часу Кримської війни, у січні 1854 року, удався до Константинополя. Там на основі зібраних у Паризькому Польському колі пробував сформувати польську військову організацію. Через неуспішність цієї справи закінчив свою місію в червні 1854 року, але залишався в Туреччині аж до січня 1855 року.

## Французький період
Від 1862 року керував Польською військовою школою в Кунео (Італія). Співзасновник і тимчасово комендант польської Школи Воєнної в Генуї. Під час Січневого повстання передбачався очільником повстання в Наддніпрянській Україні. 17 лютого його було названо чільним командувачем збройних сил на лівому березі Вісли. Командував повстанськими силами Східної Малопольщі. Провів кілька битв на Волині. По розбитті його загону 1863 року під Радивиловом удався на Галичину, де його було заарештовано й інтерновано (до 1865 року). Був переконаним демократом, супротивником диктатури Мар'яна Ланґевича. Емігрував у Францію, був членом комітету Об'єднання польської еміграції. На еміграції працював у  політичних і суспільних організаціях. Помер у Парижі. Похований на цвинтарі Пер-Лашез у Парижі.